# Staring College
Het Staring College is een openbare school voor voortgezet onderwijs in Lochem en Borculo. Het college biedt de volgende leerwegen aan: lwoo, vmbo, havo, atheneum en gymnasium. 

## Geschiedenis
Het Staring College werd opgericht in de jaren 1950 en is vernoemd naar de dichter en schrijver Anthony Christiaan Winand Staring (1767-1840), die in deze regio heeft geleefd en gewerkt. Het is naar hem vernoemd vanwege zijn invloed als dichter en zijn betrokkenheid bij de streek, met name de Achterhoek.
De school is in 1992 ontstaan uit een fusie van de Staring Scholengemeenschap, Scholengemeenschap Berkelland, RSG, en mavo De Hofweiden. In 1999 werd Scholengemeenschap Borculo aan het Staring College toegevoegd. 
De school heeft door de jaren heen een sterke positie verworven in de regio Achterhoek en biedt veel onderwijsmogelijkheden. In de loop der jaren is de school uitgegroeid tot een van de grootste scholengemeenschappen in de regio, met ongeveer 2.200 leerlingen.
Per 1 januari 2022 is de school bestuurlijk gefuseerd met het Assink lyceum; samen vormen deze scholen stichting Portuur. Wim Sulimma is de huidige directeur van het Staring College. Enkele voorgangers zijn: René de Waard, Bob Brinkhof en Hannie Stam. 
Het aantal leerlingen was 1742 in 2021.

## Missie en Visie
Het Staring College heeft als missie om leerlingen op te leiden tot zelfstandige, verantwoordelijke en sociaal betrokken burgers. De kernwaarden van de school zijn respect, veiligheid en betrokkenheid. Deze waarden zijn terug te zien in het onderwijs, waar de nadruk ligt op het stimuleren van talent, samenwerking en het ontwikkelen van kritische denkvaardigheden. De school richt zich op het creëren van een omgeving waarin elke leerling zich optimaal kan ontwikkelen, zowel op intellectueel als sociaal-emotioneel gebied.

### Ouders en school
Ouderbetrokkenheid is een essentieel onderdeel van de visie van het Staring College. De school ziet ouders als partners in het leerproces en organiseert regelmatig ouderavonden, informatiebijeenkomsten en adviesgesprekken. Ouders worden actief betrokken bij de voortgang en ontwikkeling van hun kind, en de school maakt gebruik van moderne communicatiemiddelen om ouders op de hoogte te houden van de laatste ontwikkelingen en prestaties. 

## Onderwijsaanbod
Het Staring College biedt een gevarieerd aanbod van onderwijsniveaus, passend bij de verschillende talenten en leerbehoeften van de leerlingen. De niveaus die worden aangeboden zijn:
- Praktijkonderwijs: Gericht op leerlingen die moeite hebben met leren en vooral baat hebben bij praktijkgericht onderwijs om hun talenten te ontwikkelen en voor te bereiden op de arbeidsmarkt.
- VMBO: In de varianten basis, kader, gemengd en theoretisch. Dit niveau biedt verschillende leerwegen, afhankelijk van de behoefte van de leerling, waarbij praktijk- en theorieonderwijs in balans zijn.
- HAVO: Voor leerlingen met een algemeen theoretisch profiel, waarbij de focus ligt op de doorstroom naar het hbo (hoger beroepsonderwijs).
- VWO: Bestaat uit atheneum en gymnasium, waar leerlingen worden voorbereid op een universitaire studie. Het gymnasium biedt daarnaast de klassieke talen Latijn en Grieks. [3]

## Pedagogisch klimaat
Het Staring College hecht veel waarde aan een veilige en prettige leeromgeving. De school wil dat leerlingen zich veilig voelen en dat er een cultuur van wederzijds respect en waardering heerst. Om dit te waarborgen, werkt de school met een anti-pestbeleid en zijn er duidelijke gedragsregels opgesteld voor leerlingen en personeel. Er wordt daarnaast veel aandacht besteed aan burgerschapsvorming en sociale vaardigheden.

#### Smartphonebeleid: "Mobiel thuis of in de kluis"
Het Staring College hanteert een duidelijk smartphonebeleid onder het motto "Mobiel thuis of in de kluis". Dit beleid is erop gericht om de concentratie en sociale interactie tijdens de les te bevorderen. Leerlingen mogen hun mobiele telefoon niet gebruiken tijdens lestijden en worden gestimuleerd hun telefoon thuis te laten of op te bergen in hun kluisje. Op deze manier wordt een leeromgeving gecreëerd waarin rust en focus centraal staan, en waarin leerlingen zich optimaal kunnen richten op hun schoolwerk en elkaar. 

## Samenwerkingen
Het Staring College werkt nauw samen met verschillende partners in de regio, waaronder bedrijven, instellingen en andere onderwijsinstellingen. Deze samenwerkingen zijn erop gericht om leerlingen beter voor te bereiden op de arbeidsmarkt en vervolgopleidingen. Ook op het gebied van stages en praktijkonderwijs speelt de samenwerking met lokale bedrijven een belangrijke rol.

### Leerlingenparticipatie
De school stimuleert leerlingen om actief betrokken te zijn bij het schoolleven. Er is een leerlingenraad waarin vertegenwoordigers van verschillende klassen en niveaus meedenken over belangrijke onderwerpen binnen de school. Dit bevordert niet alleen de betrokkenheid van leerlingen, maar ook hun vaardigheden op het gebied van medezeggenschap en besluitvorming. 

## Bekende oud-leerlingen
- Peter van Bruggen (RSG Lochem), journalist, presentator en diskjockey
- Taco Carlier, mede-oprichter VanMoof en ondernemer
- Ties Carlier, mede-oprichter VanMoof en ondernemer
- Daan Ekkel (RSG Lochem), acteur, kunstenaar en presentator
- Willem Ekkel (RSG Lochem), acteur en presentator
- Bregje Heinen, model, actrice
- André Manuel (RSG Lochem)[4], cabaretier en muzikant
- Sander Schimmelpenninck, opinieschrijver, opiniemaker en presentator
- Francien Regelink, schrijver, influencer
- Bjerne Ruesink[5], diskjockey en muziekproducent

## Nieuws
In 2022 kwam het Staring College in het nieuws bij Tubantia met de aangekondigde nieuwbouw en de genomen stappen in dit proces. Het nieuwe gebouw van het Staring College in Borculo is in nauwe samenwerking met de gemeente Berkelland en andere betrokken partijen gerealiseerd. Het biedt moderne faciliteiten voor zowel leerlingen als personeel. Het ontwerp is gericht op een inspirerende en eigentijdse leeromgeving die voldoet aan de hedendaagse eisen voor onderwijs. De oplevering van het gebouw markeerde een belangrijke stap in de verdere ontwikkeling van het Staring College in Borculo. 
In januari 2024 werd het nieuwe Staring College in Borculo feestelijk geopend met een rode loper en confetti. Na de kerstvakantie hebben de leerlingen en medewerkers het nieuwe schoolgebouw in gebruik genomen. Het moderne gebouw biedt verbeterde faciliteiten en is ontworpen om een inspirerende leeromgeving te creëren. De nieuwbouw omvat naast goed uitgeruste lokalen ook ontmoetingsplekken voor leerlingen, waardoor het een stimulerende leeromgeving biedt. Dit project draagt bij aan de groei en ontwikkeling van het onderwijs in de regio. 
Een docent van de school kwam in februari 2019 in het nieuws doordat hij tijdens de les naar pornografische afbeeldingen zou kijken via een beamer. Het voorval werd gefilmd door leerlingen, dat op het internet belandde. Volgens de betreffende docent was er geen sprake van een opgezette actie door de leerlingen. Na het voorval werd er door een grote groep leerlingen gedemonstreerd tegen schorsing van de docent. De schoolleiding gaf aan eerst het onderzoek willen af te ronden.
In februari 2021 werd de school getroffen door een aanval met gijzelsoftware. Om te voorkomen dat het onderwijs voor langere tijd moest worden stilgelegd, heeft de school het losgeld betaald.
Op 16 oktober 2017 vloog een zaagmachine in brand tijdens werkzaamheden op het Staring College in Borculo. De brandweer werd snel ingeschakeld en kreeg de brand onder controle. Omdat het herfstvakantie was, bevond zich niemand in het gebouw en raakte niemand gewond. Na het incident konden de werkzaamheden hervat worden. 